# 高橋健一 (お笑い芸人)
高橋 健一（たかはし けんいち、1971年〈昭和46年〉3月30日 - ）は、日本の元お笑い芸人。元キングオブコメディのツッコミ（たまにボケ）担当。当時の相方は今野浩喜。プロダクション人力舎に所属していた。
愛称は「パーケン」。これは中学校時代に友人が元々のあだ名「たかけん」を「パーケン」と聞き間違えたことが由来であり、コンビ結成後そのエピソードを今野に話したところ、今野が頻繁にこのあだ名を使いだし、芸人仲間に浸透したことからであった。また、ファンにも使われる愛称となっていた。

## 略歴

### デビュー前
東京都大田区出身。学生時代からお笑い芸人を志していたが、当時はまだ東京にお笑い養成所が存在せず「お笑い芸人になる方法がわからなかった」ため、東京都立雪谷高等学校を卒業後、2年の浪人生活（研数学館へ通っていた）を経て、関東学院大学経済学部に入学。
大学時代は専攻の経済についてはあまり勉強せず、自分の興味関心に従って様々な分野の授業を取っており、六浦キャンパスと釜利谷キャンパスを授業ごとに行き来していた。交通費を節約するためにキャンパス間を徒歩で移動していたが、森林などの道なき道を最短距離で横切っていたため、ルートの途中にけもの道が出来たという。
大学卒業後は派遣社員としてキヤノンの工場に勤務し「コピー機がある程度の過酷な状況でも使えるかどうかの性能を試すために、例えば30度の温度、湿度80%の部屋で使用しそれを監視し、部屋の状況により1週間に1、2枚紙が反りかえってコピーされてきたので、そういう時に『出ましたー!!』と正社員を呼ぶ仕事」をしていた。上司からは「高橋君、君この仕事向いてるよ」と言われており、真面目な仕事ぶりから正社員登用の誘いも受けていたが、お笑いの夢を捨てきれず辞退。1997年、26歳でスクールJCAに6期生として入学した。

### 養成所、ピン芸人時代
スクールJCA入学後は佐藤ムー太郎（現サイゾースタッフ）、金森隆造（元デカメロン）らとコンビを組んでライブに出演したが、いずれも長続きせずに解散し、しばらくピン芸人「たかはし」として活動した。2000年には相方を探すためスクールJCAに9期生として再入学するが、なかなか新たな相方が見つからなかったため、当時頻繁に恋愛相談を持ち掛けていた同期の今野浩喜を誘ってコンビを結成した。

### キングオブコメディ結成後
2007年7月11日午前8時頃、東京メトロ千代田線・北千住駅〜町屋駅間の満員電車内における痴漢行為を行ったとして東京都迷惑防止条例違反容疑で荒川警察署に逮捕された。所属事務所は事実関係は不明としながら、「逮捕された事実を重く受け止める」として当面の芸能活動を自粛すると発表したが、2日後の7月13日に釈放された。高橋側は「裁判で冤罪を主張する」方針であったが、同年12月28日、不起訴処分となったことが所属事務所より発表された。2008年1月1日、事務所ライブ「バカ爆走!」でコンビ活動を再開した。同年2月3日の『伊集院光 日曜日の秘密基地』で復帰後メディア初出演を果たし、同年3月1日には、『めちゃ×2イケてるッ!』の「笑わず嫌い王決定戦」に出演してテレビにも復帰した。
2012年、情報サイト「サイゾーpremium」上で小明との共同連載「卑屈の国の格言録」がスタート。2014年5月、2年間の連載をまとめた書籍『卑屈の国の格言録 ネガティブな2人が読み解く、偉人の名言24片』が刊行された。

### 逮捕 - キングオブコメディ解散 - 事実上の芸能界引退
2015年12月26日午後、同年4月25日に東京都内の高校に侵入して女子高生の制服や体操服など24点を盗んだとして、窃盗および建造物侵入の容疑で警視庁に逮捕された。20年前から同様の行為をしていたとの供述のもと、自宅からは制服など約600点が押収された。逮捕を受け、同日放送の日本テレビ『エンタの神様』では急遽出演部分をカットされたほか、年末年始のテレビ番組出演を辞退することとなった。12月29日、プロダクション人力舎は高橋との専属契約を解除すると発表し、キングオブコメディは解散、高橋は事実上の芸能界引退となった。
2016年1月15日、東京地検によって窃盗罪および建造物侵入罪で起訴された。同年6月7日に保釈保証金200万円を納付して保釈され、9月9日に東京地裁から1年間に6件25人分の制服など182点（約77万円相当）の窃盗を行った罪で懲役2年6か月、執行猶予4年の有罪判決を言い渡された。またこの判決により以前の痴漢容疑についても疑念が再燃し、高橋を擁護した芸能人のうち何人かは自己批判を行った。なお、東京都迷惑防止条例の時効は3年であることから高橋がこれらの罪に問われることはない。

## 人物・エピソード

### 生い立ち
- 家族構成は父親、妹。母親は1997年2月14日に自殺し、死別している。また高橋本人の弁によれば、母親は脳と脊髄が冒される難病を患っており、亡くなる3年前にも自殺未遂を引き起こしていたという。この母親の死に対して高橋は非常に後悔しており、前述の2015年末に発覚した犯行のきっかけになったとも語っている。一方で父親はそのような状態の母親には目もくれず浮気を繰り返し、ギャンブルに大金をつぎ込む生活を父親は送っていた。母親は自殺をする際に用意した遺書の中で2回とも「父と同じ墓にだけは入れないで」と書いていたことを高橋が明かしている。更に父親は元々運送業（貨物軽自動車運送事業）を営んでいたが、その後事業に失敗してしまい、それによって発生した借金のうち2600万円ほどを高橋が立て替えたことも明かしている[15]。その父親とは逮捕される直前の2015年12月末時点まで同居していた。また上述の借金に加え、父親には浪費癖もあるため、弁護士の協力を得ながら返済を続けている生活を送っていた[16]。
  - このような境遇で生活していたためか、2010年のキングオブコント優勝時に賞金の使い道を尋ねられた際には冗談交じりに「放送では父親の借金を返済するのに5回優勝しないといけないと言ったんですけど、事務所に引かれることを考えたら8回は優勝しないといけないことに気づいちゃいました」と語ったこともあった[17][18]。
- 学生時代はいじめに遭っており、特に中学生の頃に小学生時代は普通に話していた女子にからかわれ、笑われた印象が強いと語っている。高橋は上述の2015年末の犯行に対し「この時の女子たちが着ていた制服へのイメージが強く、制服へのコンプレックス・劣等感を持っていた」「女性という人間に対し、劣等感、怖いものもあるので物である制服に欲求が向かったのではないかと思う」と語っている[15]。
- 26歳まで一般企業に勤めていたため、バナナマン、アンジャッシュ、おぎやはぎ、バカリズム、アンタッチャブル、東京03、エレキコミックなど「年下の先輩芸人」が多かった。

### 特徴
- 舞台『大久保佳代子劇団第2回公演「村娘」』で高橋と共演した宮崎吐夢が「高橋さんという人を知って少し人生観が変わった。『人からどう見られているか』ということにあれほど無防備な人はいないでしょう」と語っている。宮崎は高橋の舞台演技についても、自身が所属する劇団「大人計画」の主宰者である松尾スズキと共に「芝居が上手いし、コントの時もちゃんと（人物設定の）関係性の中でツッコミを入れている」「あんなに丁寧なツッコミが出来る人は役者にもいない」と高く評価している[19]。
- 滑舌が非常に悪く（特に「ラ行」が苦手で、単語内においても「ラリルレロ」の部分が「ダヂヅデド」と聞こえてしまうことが多い）、芸人時代はその事を弄られていた。キングオブコメディの第5回単独ライブ「誤解」、第6回単独ライブ「葉桜」ではライブ内の幕間映像として「高橋のカツゼツを検証してみよう』という企画が行われた事もある。
  - しかし「誤解」では自動車のカーナビに対し「国会議事堂」と発したのを「鳥取銀行」「五反田駅A4」などと認識され、更に「ららぽーと」と発した際は「エアコンON」と認識されてしまいエアコンが作動するというハプニングが起き（それに対し「エアコンOFF」と高橋が発したら「高輪」と認識された）、また日本で一番短い市名である「津」を「これは流石に言える!」と豪語して発するも、「ジャスコ」「自宅」などと認識された。前回のリベンジとして「葉桜」においては対象をパソコンの音声認識ソフトに変えて挑戦したが、こちらも殆ど的外れな言葉に認識されてしまい、前回同様惨敗に終わった。

### 芸風
- 大喜利が得意で、バッファロー吾郎が主宰する大喜利イベント『ダイナマイト関西』では2回（2008年大会、2014年大会）決勝に進出したことがある[20]。
- コントに関しては練習の虫であり、2010年のキングオブコント準決勝前には、会場入りから出番までの7時間を全て練習に費やした。そのため決勝進出が発表された瞬間、今野は頭を抱えてしゃがみこみ「地獄だー！」と叫んだ[21]。

### 嗜好
- 魚介マニアであり、特に釣り、潮干狩りなどのアウトドア・アクティビティを好む。潮干狩りに関してはベストシーズンならば週に3回は行くほどの熱のいれようである[22]。キングオブコントの優勝賞金でカヤックを購入した事も明かしている[23]。更に日本さかな検定1級、小型船舶免許操縦士1級などの資格も所持している[22]。
  - 自身の貝好きが高じて、2016年1月よりコンテンツ配信プラットフォーム「cakes（ケイクス）」内にて「貝という名のもとに」という連載が開始される予定であった（これに先駆けて相方・今野とのキックオフ対談が2015年12月11日から4回にわたって無料公開されていた）[24]。しかし上述のように直後の2015年12月26日に高橋は警視庁に逮捕され、同年12月29日には所属事務所を解雇されたため、連載は開始される事無く打ち切りとなった。
- ペナントの収集もしており、DVD『ニコニコキングオブコメディ 冗談にもほどがある!』では高橋が自身の家の部屋に映し出された幾つかのコレクションを紹介した事もある。しかし、その際に高橋はペナントが見える天井周辺しか頑なに映していなかったため不自然すぎると当時話題になったという（今野もこの映像を見ていたが、「俺、この部屋入ったことない」と呟いていた）[25][26]。
- 漫画『ドラえもん』をはじめ、創刊から1980年代前半頃までの月刊コロコロコミックに詳しい[27]。小学生時代にハガキ投稿コーナーで何度かイラストを採用された経験があり、小学館への取材の結果、同コーナーで流行した「イラスト中のスペースにハガキの応募宛先がはめ込まれる」アイディアを最初に考え出したのは高橋であった[28]。

### 芸人時代の交友関係
- 設楽統（バナナマン）と仲が良く、TBSラジオ『バナナマンのバナナムーンGOLD』内で結成された「オサム軍団」の一員であった[29]。2011年のTBS『史上空前!! 笑いの祭典 ザ・ドリームマッチ』ではコンビを組んでネタを披露した。設楽はテレビ朝日『雨上がり決死隊のトーク番組アメトーーク!』の「第3回芸人ドラフト会議」（冠番組を持った際にレギュラー出演してほしい芸人を選ぶ企画）で高橋を5位に指名しており、バナナマンの番組（『バナナ炎』、『バナナステーキ』、『オトナ養成所 バナナスクール』など）にしばしば単独でゲスト出演していた。上記の窃盗と建造物侵入の疑いで高橋が逮捕された際には自身がMCとして出演する番組「ノンストップ!」内で「本当に驚きました。今こうして話していても本当なのかなって……」「罪を犯したんですから、償って、反省してもらって、今後どのように生きていくかを見つめ直してほしい」などと語っていた[30]。上記にもあるように親交は深かったが、この件以降設楽（と相方である日村も）は高橋に対しての明確なコメントは避けており、沈黙を貫いている[31]。
- 渡辺正行と親交があり、渡辺がプライベートで参加した剣道の大会に付き添ったり、渡辺の妻のフルート演奏会を鑑賞しに行ったりしていた[32]。キングオブコント優勝後は、渡辺が主宰するラ・ママ新人コント大会で年に数回アシスタントMCを担当していた。
- 鈴木拓は釣り仲間。高橋が痴漢容疑により拘留され突然連絡が取れなくなった際は、ダム釣りの最中に事故に巻き込まれたのではないかと案じ、1人で千葉県の山奥まで高橋を探しに行った。鈴木の妻も高橋と面識があり、活動自粛期間中は「高橋くんが復帰するまでお金を援助してあげたり、できる限りあなたが支えてあげなさい」と鈴木に提言していたという[33]。
- 東京03とは同じキングオブコント王者という事もあり、同じ人力舎所属のグループの中でもキングオブコメディとは特に親交が深かった（2010年にキングオブコメディがキングオブコントで優勝した時には、新作DVD発売記念イベントで前年に王者経験のある03がキンコメに対してエールを贈る場面もあった[34]）。2015年9月5日放送回の「バナナマンの爆笑ドラゴン」では東京03率いるコント軍団の一員としてキングオブコメディも出演した事がある[35]。それ故に高橋が2015年に逮捕された際は3人共かなりのショックを受けたようで、事件発覚直後に出演したラジオで「衝撃だった。一報を聞いた時は血の気が引いて立てなくなった（飯塚）」「呆然としたもん。ワァ…って（角田）」などと語った。また、豊本は事件直後に相方の今野に対して応援の言葉を贈っていたとの事[36]。
- 伊集院光は高橋が2007年に痴漢の容疑で逮捕された際、同年7月22日放送回の「伊集院光 日曜日の秘密基地」内にて「僕は話をする仕事だから、話を通じて、この人はこういう性格というのを受け取れているつもりだし、その能力に自信がなかったらこういう仕事はしていないんだけど、高橋がやるとは思えない。まったくそれを感じない」と、同番組内で何度も共演していた高橋を擁護する発言をしていた。しかし、2015年に高橋が窃盗と建造物侵入の疑いで再び逮捕された際には、同年12月28日放送回の「伊集院光 深夜の馬鹿力」内にて「この現状で振り返れば、とてもみっともなくて、間抜けで、恥ずかしくて、反省すべきことに今なっています」「今思えば、とてもみっともない結果になりました」などと真摯な口調で自身の過去の発言に対し反省の弁を述べていた。そして最後は自身が高橋を擁護したことを許せない人々に「いつか許していただけるような形の喋りをできるようになりたい」と語りこの話題を終えていた[37]。
- タレントの小明とは上述にもあるように、情報サイトに共同で連載を持ったり著書を発表したりするなど交友があった。小明自身も高橋のことを「芸人としてとても尊敬していた」と語っている（ただし「ささいなことから40分間も罵倒され続けた」事もあったなど、人間として歪んでいると思うこともあったと語っている）[25]。それ故に高橋が2015年末に逮捕された際、自身のTwitter上で「今年はいって一番いろんな人に電話した」とツイートしていた。更に高橋に対し「制服なら卑屈の国の格言録の対談時にいくらでも私が着てあげたのに」「中身が三十路やとあかんのか」と綴るなど複雑な思いを吐露していた[38]。
- 上記の一方で、アンジャッシュの渡部建は2012年のインタビュー記事内で「（高橋は）生い立ちが良くないですからねえ。嫌いじゃないんですけど、人間的に卑しいじゃないですか。だから、残念ながら愛すべきポイントがないんですよ。」「高橋の全部が世間にバレたら、テレビに出れないんじゃないんですかねえ。あいつ見てると、親の教育や愛情って大事だなって思いますよ。」と冗談めかしてではあるが語っている[39]。

## 作品

### 書籍
- 卑屈の国の格言録 ネガティブな2人が読み解く、偉人の名言24片（2014年、サイゾー、ISBN 9784904209516） - 小明との共著

### 映像作品
- LIVE! 潜在異色 特別版 【SUIDOBASHI秘宝館】（2010年、ハピネット）
- 大久保佳代子劇団 「村娘」（2011年、アニプレックス）
- ダイナマイト関西2014（2014年、よしもとアール・アンド・シー）

## 出演

### テレビ

#### バラエティ
- 雨上がり決死隊のトーク番組アメトーーク!（テレビ朝日）※吉本うらやましい芸人、滑舌悪い芸人
- ゴッドタン〜The God Tongue 神の舌〜（テレビ東京）- 不定期出演、かぶりタレントキャラ統一マッチ、最下層芸人モノノフ抗争などの回に出演。
- 撮れ高次第（2011年10月4日 - 2012年1月3日、TOKYO MX） - レギュラー
- さきっちょ☆（2011年8月23日 - 9月27日、テレビ朝日） - 準レギュラー[注 1]
- バナナ炎（2009年4月7日 - 2012年5月29日、TOKYO MX他） - 不定期出演
- バナナ炎炎（2012年6月5日 - 2013年3月26日、TOKYO MX他） - 不定期出演
- バナナステーキ（2014年2月7日 - 2015年3月7日、ひかりTV） - 不定期出演
- ドラえもん知識王No.1決定戦SP（2014年8月1日、テレビ朝日）
- IPPONスカウト（2015年11月7日、フジテレビ）

#### ドラマ
- セレブと貧乏太郎 第5話（フジテレビ、2008年11月11日） - 警官 役
- 黒い十人の黒木瞳II「黒いクレーマー」（NHK BSプレミアム、2012年12月29日）
- ミエリーノ柏木 第9話（2013年3月8日、テレビ東京） - B男 役
- 牙狼〈GARO〉-GOLDSTORM- 翔 第4話（2015年5月1日、テレビ東京） - ヒデキ 役
- 癒し屋キリコの約束 Episode13（2015年9月4日・7日、東海テレビ） - 町田 太一 役

#### アニメ
- フジログ シーズン2（2011年10月2日 - 12月25日、テレビ埼玉他）- 刑事・高橋健一 役[40]

### 映画
- くそガキの告白（2012年、鈴木太一監督）
- アイズ (2015年、福田陽平監督）- 白石健児 役
- 劇場版 仮面ライダードライブ サプライズ・フューチャー（2015年、柴﨑貴行監督） - トラッカー 、未来型ロイミュード（人間態 / 声）役
- 田沼旅館の奇跡（2015年12月5日、KATSU-do）- カップルの彼氏 役

### ラジオ
- バナナマンのバナナムーンGOLD（2007年4月2日 - 、TBSラジオ） - 不定期出演
- ツリラブ（2013年9月21日 - 、目黒FM） - 不定期出演

### 舞台
- 大久保佳代子劇団第2回公演「村娘」（2010年10月14日 - 17日、恵比寿・エコー劇場）
- 田中が考え中（2011年12月7日、2012年4月17日 - 18日、新宿シアターモリエール）
- 田中が考え中 〜第2幕〜（2013年1月28日 - 29日、本多劇場）
- 田中が考え中 〜第3幕〜（2014年9月12日 - 13日、本多劇場）

### ミュージックビデオ
- YANAKIKU 「グルグルチョイス」（1stアルバム「柳菊ノ円盤」収録、2015年3月4日発売） - 友情出演[41]